# Higashiura (Aichi)
Higashiura (東浦町 Higashiura-chō?) es un pueblo localizado en la prefectura de Aichi, Japón. En octubre de 2019 tenía una población estimada de 49.010 habitantes y una densidad de población de 1.574 personas por km². Su área total es de 31,14 km².

## Geografía

### Localidades circundantes
- Prefectura de Aichi
  - Agui
  - Chita
  - Handa
  - Kariya
  - Ōbu
  - Takahama
  - Tōkai

## Demografía
Según los datos del censo japonés, esta es la población de Higashiura en los últimos años.
| 1995   | 2000   | 2005   | 2010   | 2015   |
| ------ | ------ | ------ | ------ | ------ |
| 42.409 | 45.168 | 48.046 | 49.800 | 49.230 |